# ستيف بولتون (كاتب)
ستيف بولتون (بالإنجليزية: Steve Bolton)‏ هو متحدث تحفيزي وكاتب بريطاني، ولد في 18 ديسمبر 1967.